# Хамонд (Њујорк)
Хамонд (енгл. Hammond) град је у америчкој савезној држави Њујорк.

## Демографија
По попису из 2010. године број становника је 280, што је 22 (-7,3%) становника мање него 2000. године.
| Група             | 2000.       | 2010.       |
| Белци             | 298 (98,7%) | 266 (95,0%) |
| Афроамериканци    | 0 (0,0%)    | 2 (0,7%)    |
| Азијати           | 0 (0,0%)    | 3 (1,1%)    |
| Хиспаноамериканци | 0 (0,0%)    | 2 (0,7%)    |
| Укупно            | 302         | 280         |